# فليش والون للسيدات 2022
فليش والون للسيدات 2022 (بالفرنسية: Flèche wallonne féminine 2022)‏ هو سباق دراجات هوائية، وهو الموسم الخامس والعشرين من فليش والون للسيدات، وأقيم في 20 أبريل 2022 ضمن سباقات طواف العالم للدراجات للسيدات 2022، وشارك فيه 129 متسابقاً ووصل إلى نهايته 111 متسابقاً.
فاز بالمركز الأول مارتا كافالي، وبالمركز الثاني أنيميك فان فليوتن، وبالمركز الثالث ديمي فوليرينغ.

## المشاركون
| إس دي وركس ‏ SDW | إس دي وركس ‏ SDW             | إس دي وركس ‏ SDW |
| --------------- | --------------------------- | --------------- |
| م               | عداء                        | مرتبة           |
| 1               | ديمي فوليرينغ               | 3               |
| 2               | Niamh Fisher-Black ‏         | 17              |
| 3               | آشلي مولمان                 | 4               |
| 4               | Anna Shackley ‏              | 26              |
| 5               | Chantal van den Broek-Blaak | 92              |
| 6               | Blanka Vas ‏ (طريق)          | 40              |

| كانيون–إس آر إيه إم ‏ CSR | كانيون–إس آر إيه إم ‏ CSR | كانيون–إس آر إيه إم ‏ CSR |
| ------------------------ | ------------------------ | ------------------------ |
| م                        | عداء                     | مرتبة                    |
| 11                       | كاتارزينا نيفيادوما      | 12                       |
| 12                       | ألينا أمياليوسيك         | 54                       |
| 13                       | Elise Chabbey ‏           | 24                       |
| 14                       | Mikayla Harvey ‏          | لم يكمل السباق           |
| 15                       | ثريا بالادين             | 49                       |
| 16                       | Pauliena Rooijakkers ‏    | 11                       |

| Lidl–Trek (women's team) ‏ TFS | Lidl–Trek (women's team) ‏ TFS | Lidl–Trek (women's team) ‏ TFS |
| ----------------------------- | ----------------------------- | ----------------------------- |
| م                             | عداء                          | مرتبة                         |
| 21                            | إليسا ونغو بورغيني (طريق)     | 6                             |
| 22                            | لوسيندا براند                 | 45                            |
| 23                            | ليا توماس                     | 33                            |
| 24                            | شيرين فان أنروي               | 13                            |
| 25                            | Ellen van Dijk (طريق)         | 51                            |
| 26                            | تايلر وايلز                   | لم يكمل السباق                |

| موفيستار للسيدات ‏ MOV | موفيستار للسيدات ‏ MOV         | موفيستار للسيدات ‏ MOV |
| --------------------- | ----------------------------- | --------------------- |
| م                     | عداء                          | مرتبة                 |
| 31                    | أنيميك فان فليوتن             | 2                     |
| 32                    | Katrine Aalerud ‏              | 48                    |
| 33                    | Jelena Erić (cyclist) ‏ (طريق) | 64                    |
| 34                    | سارا مارتين                   | 72                    |
| 35                    | Paula Patiño ‏                 | 18                    |
| 36                    | أرلينيس سيرا                  | 15                    |

| يو أي أيه تيم ‏ UAD | يو أي أيه تيم ‏ UAD              | يو أي أيه تيم ‏ UAD |
| ------------------ | ------------------------------- | ------------------ |
| م                  | عداء                            | مرتبة              |
| 41                 | مارغريتا فيكتوريا غارسيا (طريق) | 5                  |
| 42                 | صوفيا بيرتيزولو                 | 61                 |
| 43                 | Alena Ivanchenko ‏               | 27                 |
| 44                 | إيريكا ماجندي                   | 19                 |
| 45                 | Maria Novolodskaya ‏             | 78                 |
| 46                 | Urša Pintar ‏                    | 34                 |

| فريق سنويب للسيدات ‏ DSM | فريق سنويب للسيدات ‏ DSM | فريق سنويب للسيدات ‏ DSM |
| ----------------------- | ----------------------- | ----------------------- |
| م                       | عداء                    | مرتبة                   |
| 51                      | جولييت لابوس            | لم يكمل السباق          |
| 52                      | Léa Curinier ‏           | 97                      |
| 53                      | ليا كيرشمان             | 44                      |
| 54                      | ليان ليبرت              | 7                       |
| 55                      | Esmée Peperkamp ‏        | 23                      |
| 56                      | Elise Uijen ‏            | 68                      |

| FDJ–Suez ‏ FSF | FDJ–Suez ‏ FSF       | FDJ–Suez ‏ FSF  |
| ------------- | ------------------- | -------------- |
| م             | عداء                | مرتبة          |
| 61            | مارتا كافالي        | 1              |
| 62            | Stine Borgli ‏       | لم يكمل السباق |
| 63            | برودي شابمان        | 50             |
| 64            | أوجيني دوفال        | 87             |
| 65            | Évita Muzic ‏ (طريق) | 57             |
| 66            | جادي فيل            | 76             |

| Liv AlUla Jayco ‏ BEX | Liv AlUla Jayco ‏ BEX | Liv AlUla Jayco ‏ BEX |
| -------------------- | -------------------- | -------------------- |
| م                    | عداء                 | مرتبة                |
| 71                   | أماندا سبرات         | 25                   |
| 72                   | Alexandra Manly ‏     | 58                   |
| 73                   | أني سانستيبان        | 10                   |
| 74                   | Chelsie Tan‏          | لم يكمل السباق       |
| 75                   | جورجيا وليامز        | 52                   |
| 76                   | Urška Žigart ‏        | 59                   |

| جامبو فيسما للسيدات ‏ TJV | جامبو فيسما للسيدات ‏ TJV | جامبو فيسما للسيدات ‏ TJV |
| ------------------------ | ------------------------ | ------------------------ |
| م                        | عداء                     | مرتبة                    |
| 81                       | أنوسكا كوستر             | 14                       |
| 82                       | Amber Kraak ‏             | 36                       |
| 83                       | Aafke Soet ‏              | 73                       |

| EF Education–Tibco–SVB ‏ TIB | EF Education–Tibco–SVB ‏ TIB | EF Education–Tibco–SVB ‏ TIB |
| --------------------------- | --------------------------- | --------------------------- |
| م                           | عداء                        | مرتبة                       |
| 91                          | كريستابل دوبيل هيكوك        | 8                           |
| 92                          | Kathrin Hammes ‏             | 63                          |
| 93                          | Clara Honsinger ‏            | 60                          |
| 94                          | لورين ستيفنز (طريق)         | 47                          |
| 95                          | Magdeleine Vallieres ‏       | 42                          |

| ليف ريسينغ ‏ LIV | ليف ريسينغ ‏ LIV      | ليف ريسينغ ‏ LIV |
| --------------- | -------------------- | --------------- |
| م               | عداء                 | مرتبة           |
| 101             | Marta Jaskulska ‏     | 94              |
| 102             | Valerie Demey ‏       | 93              |
| 103             | أليسون جاكسون (طريق) | 84              |
| 104             | Jeanne Korevaar ‏     | 80              |
| 105             | Katia Ragusa ‏        | 101             |

| فريق أونو إكس برو للدراجات للسيدات ‏ UXT | فريق أونو إكس برو للدراجات للسيدات ‏ UXT | فريق أونو إكس برو للدراجات للسيدات ‏ UXT |
| --------------------------------------- | --------------------------------------- | --------------------------------------- |
| م                                       | عداء                                    | مرتبة                                   |
| 111                                     | هانا بارنز                              | 90                                      |
| 112                                     | Joss Lowden ‏                            | 38                                      |
| 113                                     | هانا لودفيغ                             | 46                                      |
| 114                                     | Mie Bjørndal Ottestad ‏                  | 70                                      |
| 115                                     | Anne Dorthe Ysland ‏                     | 77                                      |

| رالي سايكلنج ‏ HPW | رالي سايكلنج ‏ HPW   | رالي سايكلنج ‏ HPW |
| ----------------- | ------------------- | ----------------- |
| م                 | عداء                | مرتبة             |
| 121               | Nina Buijsman ‏      | 82                |
| 122               | Henrietta Christie ‏ | 91                |
| 123               | Katie Clouse ‏       | 96                |
| 124               | Barbara Malcotti ‏   | 71                |
| 125               | Eri Yonamine ‏       | 88                |

| فريق كوجياس ميتلر لوك برو للدراجات ‏ CGS | فريق كوجياس ميتلر لوك برو للدراجات ‏ CGS | فريق كوجياس ميتلر لوك برو للدراجات ‏ CGS |
| --------------------------------------- | --------------------------------------- | --------------------------------------- |
| م                                       | عداء                                    | مرتبة                                   |
| 131                                     | Hannah Buch ‏                            | 109                                     |
| 132                                     | تمارا بالابولينا ‏                       | 32                                      |
| 133                                     | Rotem Gafinovitz ‏                       | 83                                      |
| 134                                     | Léa Stern‏                               | لم يكمل السباق                          |
| 135                                     | Petra Stiasny ‏                          | 53                                      |

| فالكار سيلانس ‏ VAL | فالكار سيلانس ‏ VAL     | فالكار سيلانس ‏ VAL |
| ------------------ | ---------------------- | ------------------ |
| م                  | عداء                   | مرتبة              |
| 141                | Olivia Baril ‏          | 16                 |
| 142                | Anastasia Carbonari ‏   | 89                 |
| 143                | Carlotta Cipressi‏      | 103                |
| 144                | Federica Piergiovanni ‏ | 85                 |
| 145                | Elizabeth Stannard ‏    | 41                 |

| باركهوتل فالكنبورغ ‏ PHV | باركهوتل فالكنبورغ ‏ PHV | باركهوتل فالكنبورغ ‏ PHV |
| ----------------------- | ----------------------- | ----------------------- |
| م                       | عداء                    | مرتبة                   |
| 151                     | Femke Gerritse ‏         | 39                      |
| 152                     | Pien Limpens ‏           | لم يكمل السباق          |
| 153                     | Rosalie Van der Wolf‏    | لم يكمل السباق          |
| 154                     | NED                     | 105                     |

| بلانتور بورا سيلينج تيم ‏ PLP | بلانتور بورا سيلينج تيم ‏ PLP | بلانتور بورا سيلينج تيم ‏ PLP |
| ---------------------------- | ---------------------------- | ---------------------------- |
| م                            | عداء                         | مرتبة                        |
| 161                          | Yara Kastelijn ‏              | 9                            |
| 162                          | Millie Couzens ‏              | 67                           |
| 163                          | Kiona Crabbé ‏                | 65                           |
| 164                          | Justine Ghekiere ‏            | 56                           |
| 165                          | Julie Van de Velde ‏          | 21                           |
| 166                          | إنج فان دير هيدين            | 31                           |

| دروبز ‏ DRP | دروبز ‏ DRP          | دروبز ‏ DRP |
| ---------- | ------------------- | ---------- |
| م          | عداء                | مرتبة      |
| 171        | إليزابيث هولدن      | 79         |
| 172        | آنا كريستيان ‏       | 86         |
| 173        | Flora Perkins ‏      | 99         |
| 174        | Alice Towers ‏       | 66         |
| 175        | Jesse Vandenbulcke ‏ | 100        |

| اركيا للسيدات ‏ ARK | اركيا للسيدات ‏ ARK  | اركيا للسيدات ‏ ARK |
| ------------------ | ------------------- | ------------------ |
| م                  | عداء                | مرتبة              |
| 181                | Morgane Coston ‏     | 22                 |
| 182                | بولين ألين          | 98                 |
| 183                | Yuliia Biriukova ‏   | 30                 |
| 184                | Amandine Fouquenet ‏ | لم يكمل السباق     |
| 185                | Typhaine Laurance ‏  | لم يكمل السباق     |
| 186                | Anaïs Morichon ‏     | 35                 |

| لوتو بيليسول للسيدات ‏ LSL | لوتو بيليسول للسيدات ‏ LSL | لوتو بيليسول للسيدات ‏ LSL |
| ------------------------- | ------------------------- | ------------------------- |
| م                         | عداء                      | مرتبة                     |
| 191                       | Kristýna Burlová ‏         | 110                       |
| 192                       | Mieke Docx ‏               | 74                        |
| 193                       | Mijntje Geurts ‏           | 28                        |
| 194                       | Esmée Gielkens ‏           | 75                        |
| 195                       | Elise vander Sande‏        | لم يكمل السباق            |
| 196                       | Kylie Waterreus ‏          | 111                       |

| Cofidis Women Team ‏ COF | Cofidis Women Team ‏ COF  | Cofidis Women Team ‏ COF |
| ----------------------- | ------------------------ | ----------------------- |
| م                       | عداء                     | مرتبة                   |
| 201                     | Rachel Neylan ‏           | 43                      |
| 202                     | Cédrine Kerbaol ‏         | 69                      |
| 203                     | كلارا كوبينبرج           | 29                      |
| 204                     | Sandra Levenez ‏          | 20                      |
| 205                     | Olivia Onesti ‏           | 36                      |
| 206                     | Gabrielle Pilote Fortin ‏ | لم يكمل السباق          |

| بنجوال شوفالمير ‏ BCV | بنجوال شوفالمير ‏ BCV | بنجوال شوفالمير ‏ BCV |
| -------------------- | -------------------- | -------------------- |
| م                    | عداء                 | مرتبة                |
| 211                  | Lotte Claes ‏         | 62                   |
| 212                  | Julie Hendrickx‏      | لم يكمل السباق       |
| 213                  | Olha Kulynych ‏       | 81                   |
| 214                  | Lotte Popelier‏       | 107                  |

| بيبينك ‏ BPK | بيبينك ‏ BPK         | بيبينك ‏ BPK    |
| ----------- | ------------------- | -------------- |
| م           | عداء                | مرتبة          |
| 221         | Silvia Zanardi ‏     | 55             |
| 222         | Valentina Basilico ‏ | لم يكمل السباق |
| 223         | Markéta Hájková ‏    | 104            |
| 224         | Prisca Savi‏         | لم يكمل السباق |
| 225         | Jade Teolis‏         | لم يكمل السباق |
| 226         | Matilde Vitillo ‏    | لم يكمل السباق |

| Andy Schleck–CP NVST–Immo Losch ‏ ASC | Andy Schleck–CP NVST–Immo Losch ‏ ASC | Andy Schleck–CP NVST–Immo Losch ‏ ASC |
| ------------------------------------ | ------------------------------------ | ------------------------------------ |
| م                                    | عداء                                 | مرتبة                                |
| 231                                  | Nina Berton ‏                         | 95                                   |
| 232                                  | Georgia Danford‏                      | 106                                  |
| 233                                  | Claire Faber ‏                        | لم يكمل السباق                       |
| 234                                  | Friederike Stern‏                     | 108                                  |
| 235                                  | Zsófia Szabó ‏                        | 102                                  |

| إس دي وركس ‏ SDW | إس دي وركس ‏ SDW             | إس دي وركس ‏ SDW |
| --------------- | --------------------------- | --------------- |
| م               | عداء                        | مرتبة           |
| 1               | ديمي فوليرينغ               | 3               |
| 2               | Niamh Fisher-Black ‏         | 17              |
| 3               | آشلي مولمان                 | 4               |
| 4               | Anna Shackley ‏              | 26              |
| 5               | Chantal van den Broek-Blaak | 92              |
| 6               | Blanka Vas ‏ (طريق)          | 40              |

| كانيون–إس آر إيه إم ‏ CSR | كانيون–إس آر إيه إم ‏ CSR | كانيون–إس آر إيه إم ‏ CSR |
| ------------------------ | ------------------------ | ------------------------ |
| م                        | عداء                     | مرتبة                    |
| 11                       | كاتارزينا نيفيادوما      | 12                       |
| 12                       | ألينا أمياليوسيك         | 54                       |
| 13                       | Elise Chabbey ‏           | 24                       |
| 14                       | Mikayla Harvey ‏          | لم يكمل السباق           |
| 15                       | ثريا بالادين             | 49                       |
| 16                       | Pauliena Rooijakkers ‏    | 11                       |

| Lidl–Trek (women's team) ‏ TFS | Lidl–Trek (women's team) ‏ TFS | Lidl–Trek (women's team) ‏ TFS |
| ----------------------------- | ----------------------------- | ----------------------------- |
| م                             | عداء                          | مرتبة                         |
| 21                            | إليسا ونغو بورغيني (طريق)     | 6                             |
| 22                            | لوسيندا براند                 | 45                            |
| 23                            | ليا توماس                     | 33                            |
| 24                            | شيرين فان أنروي               | 13                            |
| 25                            | Ellen van Dijk (طريق)         | 51                            |
| 26                            | تايلر وايلز                   | لم يكمل السباق                |

| موفيستار للسيدات ‏ MOV | موفيستار للسيدات ‏ MOV         | موفيستار للسيدات ‏ MOV |
| --------------------- | ----------------------------- | --------------------- |
| م                     | عداء                          | مرتبة                 |
| 31                    | أنيميك فان فليوتن             | 2                     |
| 32                    | Katrine Aalerud ‏              | 48                    |
| 33                    | Jelena Erić (cyclist) ‏ (طريق) | 64                    |
| 34                    | سارا مارتين                   | 72                    |
| 35                    | Paula Patiño ‏                 | 18                    |
| 36                    | أرلينيس سيرا                  | 15                    |

| يو أي أيه تيم ‏ UAD | يو أي أيه تيم ‏ UAD              | يو أي أيه تيم ‏ UAD |
| ------------------ | ------------------------------- | ------------------ |
| م                  | عداء                            | مرتبة              |
| 41                 | مارغريتا فيكتوريا غارسيا (طريق) | 5                  |
| 42                 | صوفيا بيرتيزولو                 | 61                 |
| 43                 | Alena Ivanchenko ‏               | 27                 |
| 44                 | إيريكا ماجندي                   | 19                 |
| 45                 | Maria Novolodskaya ‏             | 78                 |
| 46                 | Urša Pintar ‏                    | 34                 |

| فريق سنويب للسيدات ‏ DSM | فريق سنويب للسيدات ‏ DSM | فريق سنويب للسيدات ‏ DSM |
| ----------------------- | ----------------------- | ----------------------- |
| م                       | عداء                    | مرتبة                   |
| 51                      | جولييت لابوس            | لم يكمل السباق          |
| 52                      | Léa Curinier ‏           | 97                      |
| 53                      | ليا كيرشمان             | 44                      |
| 54                      | ليان ليبرت              | 7                       |
| 55                      | Esmée Peperkamp ‏        | 23                      |
| 56                      | Elise Uijen ‏            | 68                      |

| FDJ–Suez ‏ FSF | FDJ–Suez ‏ FSF       | FDJ–Suez ‏ FSF  |
| ------------- | ------------------- | -------------- |
| م             | عداء                | مرتبة          |
| 61            | مارتا كافالي        | 1              |
| 62            | Stine Borgli ‏       | لم يكمل السباق |
| 63            | برودي شابمان        | 50             |
| 64            | أوجيني دوفال        | 87             |
| 65            | Évita Muzic ‏ (طريق) | 57             |
| 66            | جادي فيل            | 76             |

| Liv AlUla Jayco ‏ BEX | Liv AlUla Jayco ‏ BEX | Liv AlUla Jayco ‏ BEX |
| -------------------- | -------------------- | -------------------- |
| م                    | عداء                 | مرتبة                |
| 71                   | أماندا سبرات         | 25                   |
| 72                   | Alexandra Manly ‏     | 58                   |
| 73                   | أني سانستيبان        | 10                   |
| 74                   | Chelsie Tan‏          | لم يكمل السباق       |
| 75                   | جورجيا وليامز        | 52                   |
| 76                   | Urška Žigart ‏        | 59                   |

| جامبو فيسما للسيدات ‏ TJV | جامبو فيسما للسيدات ‏ TJV | جامبو فيسما للسيدات ‏ TJV |
| ------------------------ | ------------------------ | ------------------------ |
| م                        | عداء                     | مرتبة                    |
| 81                       | أنوسكا كوستر             | 14                       |
| 82                       | Amber Kraak ‏             | 36                       |
| 83                       | Aafke Soet ‏              | 73                       |

| EF Education–Tibco–SVB ‏ TIB | EF Education–Tibco–SVB ‏ TIB | EF Education–Tibco–SVB ‏ TIB |
| --------------------------- | --------------------------- | --------------------------- |
| م                           | عداء                        | مرتبة                       |
| 91                          | كريستابل دوبيل هيكوك        | 8                           |
| 92                          | Kathrin Hammes ‏             | 63                          |
| 93                          | Clara Honsinger ‏            | 60                          |
| 94                          | لورين ستيفنز (طريق)         | 47                          |
| 95                          | Magdeleine Vallieres ‏       | 42                          |

| ليف ريسينغ ‏ LIV | ليف ريسينغ ‏ LIV      | ليف ريسينغ ‏ LIV |
| --------------- | -------------------- | --------------- |
| م               | عداء                 | مرتبة           |
| 101             | Marta Jaskulska ‏     | 94              |
| 102             | Valerie Demey ‏       | 93              |
| 103             | أليسون جاكسون (طريق) | 84              |
| 104             | Jeanne Korevaar ‏     | 80              |
| 105             | Katia Ragusa ‏        | 101             |

| فريق أونو إكس برو للدراجات للسيدات ‏ UXT | فريق أونو إكس برو للدراجات للسيدات ‏ UXT | فريق أونو إكس برو للدراجات للسيدات ‏ UXT |
| --------------------------------------- | --------------------------------------- | --------------------------------------- |
| م                                       | عداء                                    | مرتبة                                   |
| 111                                     | هانا بارنز                              | 90                                      |
| 112                                     | Joss Lowden ‏                            | 38                                      |
| 113                                     | هانا لودفيغ                             | 46                                      |
| 114                                     | Mie Bjørndal Ottestad ‏                  | 70                                      |
| 115                                     | Anne Dorthe Ysland ‏                     | 77                                      |

| رالي سايكلنج ‏ HPW | رالي سايكلنج ‏ HPW   | رالي سايكلنج ‏ HPW |
| ----------------- | ------------------- | ----------------- |
| م                 | عداء                | مرتبة             |
| 121               | Nina Buijsman ‏      | 82                |
| 122               | Henrietta Christie ‏ | 91                |
| 123               | Katie Clouse ‏       | 96                |
| 124               | Barbara Malcotti ‏   | 71                |
| 125               | Eri Yonamine ‏       | 88                |

| فريق كوجياس ميتلر لوك برو للدراجات ‏ CGS | فريق كوجياس ميتلر لوك برو للدراجات ‏ CGS | فريق كوجياس ميتلر لوك برو للدراجات ‏ CGS |
| --------------------------------------- | --------------------------------------- | --------------------------------------- |
| م                                       | عداء                                    | مرتبة                                   |
| 131                                     | Hannah Buch ‏                            | 109                                     |
| 132                                     | تمارا بالابولينا ‏                       | 32                                      |
| 133                                     | Rotem Gafinovitz ‏                       | 83                                      |
| 134                                     | Léa Stern‏                               | لم يكمل السباق                          |
| 135                                     | Petra Stiasny ‏                          | 53                                      |

| فالكار سيلانس ‏ VAL | فالكار سيلانس ‏ VAL     | فالكار سيلانس ‏ VAL |
| ------------------ | ---------------------- | ------------------ |
| م                  | عداء                   | مرتبة              |
| 141                | Olivia Baril ‏          | 16                 |
| 142                | Anastasia Carbonari ‏   | 89                 |
| 143                | Carlotta Cipressi‏      | 103                |
| 144                | Federica Piergiovanni ‏ | 85                 |
| 145                | Elizabeth Stannard ‏    | 41                 |

| باركهوتل فالكنبورغ ‏ PHV | باركهوتل فالكنبورغ ‏ PHV | باركهوتل فالكنبورغ ‏ PHV |
| ----------------------- | ----------------------- | ----------------------- |
| م                       | عداء                    | مرتبة                   |
| 151                     | Femke Gerritse ‏         | 39                      |
| 152                     | Pien Limpens ‏           | لم يكمل السباق          |
| 153                     | Rosalie Van der Wolf‏    | لم يكمل السباق          |
| 154                     | NED                     | 105                     |

| بلانتور بورا سيلينج تيم ‏ PLP | بلانتور بورا سيلينج تيم ‏ PLP | بلانتور بورا سيلينج تيم ‏ PLP |
| ---------------------------- | ---------------------------- | ---------------------------- |
| م                            | عداء                         | مرتبة                        |
| 161                          | Yara Kastelijn ‏              | 9                            |
| 162                          | Millie Couzens ‏              | 67                           |
| 163                          | Kiona Crabbé ‏                | 65                           |
| 164                          | Justine Ghekiere ‏            | 56                           |
| 165                          | Julie Van de Velde ‏          | 21                           |
| 166                          | إنج فان دير هيدين            | 31                           |

| دروبز ‏ DRP | دروبز ‏ DRP          | دروبز ‏ DRP |
| ---------- | ------------------- | ---------- |
| م          | عداء                | مرتبة      |
| 171        | إليزابيث هولدن      | 79         |
| 172        | آنا كريستيان ‏       | 86         |
| 173        | Flora Perkins ‏      | 99         |
| 174        | Alice Towers ‏       | 66         |
| 175        | Jesse Vandenbulcke ‏ | 100        |

| اركيا للسيدات ‏ ARK | اركيا للسيدات ‏ ARK  | اركيا للسيدات ‏ ARK |
| ------------------ | ------------------- | ------------------ |
| م                  | عداء                | مرتبة              |
| 181                | Morgane Coston ‏     | 22                 |
| 182                | بولين ألين          | 98                 |
| 183                | Yuliia Biriukova ‏   | 30                 |
| 184                | Amandine Fouquenet ‏ | لم يكمل السباق     |
| 185                | Typhaine Laurance ‏  | لم يكمل السباق     |
| 186                | Anaïs Morichon ‏     | 35                 |

| لوتو بيليسول للسيدات ‏ LSL | لوتو بيليسول للسيدات ‏ LSL | لوتو بيليسول للسيدات ‏ LSL |
| ------------------------- | ------------------------- | ------------------------- |
| م                         | عداء                      | مرتبة                     |
| 191                       | Kristýna Burlová ‏         | 110                       |
| 192                       | Mieke Docx ‏               | 74                        |
| 193                       | Mijntje Geurts ‏           | 28                        |
| 194                       | Esmée Gielkens ‏           | 75                        |
| 195                       | Elise vander Sande‏        | لم يكمل السباق            |
| 196                       | Kylie Waterreus ‏          | 111                       |

| Cofidis Women Team ‏ COF | Cofidis Women Team ‏ COF  | Cofidis Women Team ‏ COF |
| ----------------------- | ------------------------ | ----------------------- |
| م                       | عداء                     | مرتبة                   |
| 201                     | Rachel Neylan ‏           | 43                      |
| 202                     | Cédrine Kerbaol ‏         | 69                      |
| 203                     | كلارا كوبينبرج           | 29                      |
| 204                     | Sandra Levenez ‏          | 20                      |
| 205                     | Olivia Onesti ‏           | 36                      |
| 206                     | Gabrielle Pilote Fortin ‏ | لم يكمل السباق          |

| بنجوال شوفالمير ‏ BCV | بنجوال شوفالمير ‏ BCV | بنجوال شوفالمير ‏ BCV |
| -------------------- | -------------------- | -------------------- |
| م                    | عداء                 | مرتبة                |
| 211                  | Lotte Claes ‏         | 62                   |
| 212                  | Julie Hendrickx‏      | لم يكمل السباق       |
| 213                  | Olha Kulynych ‏       | 81                   |
| 214                  | Lotte Popelier‏       | 107                  |

| بيبينك ‏ BPK | بيبينك ‏ BPK         | بيبينك ‏ BPK    |
| ----------- | ------------------- | -------------- |
| م           | عداء                | مرتبة          |
| 221         | Silvia Zanardi ‏     | 55             |
| 222         | Valentina Basilico ‏ | لم يكمل السباق |
| 223         | Markéta Hájková ‏    | 104            |
| 224         | Prisca Savi‏         | لم يكمل السباق |
| 225         | Jade Teolis‏         | لم يكمل السباق |
| 226         | Matilde Vitillo ‏    | لم يكمل السباق |

| Andy Schleck–CP NVST–Immo Losch ‏ ASC | Andy Schleck–CP NVST–Immo Losch ‏ ASC | Andy Schleck–CP NVST–Immo Losch ‏ ASC |
| ------------------------------------ | ------------------------------------ | ------------------------------------ |
| م                                    | عداء                                 | مرتبة                                |
| 231                                  | Nina Berton ‏                         | 95                                   |
| 232                                  | Georgia Danford‏                      | 106                                  |
| 233                                  | Claire Faber ‏                        | لم يكمل السباق                       |
| 234                                  | Friederike Stern‏                     | 108                                  |
| 235                                  | Zsófia Szabó ‏                        | 102                                  |

## التصنيف العام النهائي
| التصنيف العام | التصنيف العام            | التصنيف العام    | التصنيف العام             | التصنيف العام |  |
| العداء        | العداء                   | البلد            | الفريق                    | الوقت         |  |
| ------------- | ------------------------ | ---------------- | ------------------------- | ------------- |  |
| 1             | مارتا كافالي             | إيطاليا          | FDJ–Suez ‏                 | 3 س 38 د 37 ث |  |
| 2             | أنيميك فان فليوتن        | هولندا           | موفيستار للسيدات ‏         | + 0 ث         |  |
| 3             | ديمي فوليرينغ            | هولندا           | إس دي وركس ‏               | + 10 ث        |  |
| 4             | آشلي مولمان              | جنوب أفريقيا     | إس دي وركس ‏               | + 17 ث        |  |
| 5             | مارغريتا فيكتوريا غارسيا | إسبانيا          | يو أي أيه تيم ‏            | + 21 ث        |  |
| 6             | إليسا ونغو بورغيني       | إيطاليا          | Lidl–Trek (women's team) ‏ | + 30 ث        |  |
| 7             | ليان ليبرت               | ألمانيا          | فريق سنويب للسيدات ‏       | + 33 ث        |  |
| 8             | كريستابل دوبيل هيكوك     | الولايات المتحدة | EF Education–Tibco–SVB ‏   | + 37 ث        |  |
| 9             | Yara Kastelijn ‏          | هولندا           | بلانتور بورا سيلينج تيم ‏  | + 40 ث        |  |
| 10            | أني سانستيبان            | إسبانيا          | Liv AlUla Jayco ‏          | + 42 ث        |  |

### تصنيف النقاط
| تصنيف النقاط | تصنيف النقاط                | تصنيف النقاط | تصنيف النقاط              | تصنيف النقاط |  |
| العداء       | العداء                      | البلد        | الفريق                    | النقاط       |  |
| ------------ | --------------------------- | ------------ | ------------------------- | ------------ |  |
| 1            | لوت كوبيكي                  | بلجيكا       | إس دي وركس ‏               | 1680 نقطة    |  |
| 2            | إليسا بالسامو               | إيطاليا      | Lidl–Trek (women's team) ‏ | 1636 نقطة    |  |
| 3            | أنيميك فان فليوتن           | هولندا       | موفيستار للسيدات ‏         | 1180 نقطة    |  |
| 4            | مارتا كافالي                | إيطاليا      | FDJ–Suez ‏                 | 1012 نقطة    |  |
| 5            | لورينا ويبيس                | هولندا       | فريق سنويب للسيدات ‏       | 720 نقطة     |  |
| 6            | إليسا ونغو بورغيني          | إيطاليا      | Lidl–Trek (women's team) ‏ | 696 نقطة     |  |
| 7            | مارتا باستيانيلي            | إيطاليا      | يو أي أيه تيم ‏            | 692 نقطة     |  |
| 8            | آشلي مولمان                 | جنوب أفريقيا | إس دي وركس ‏               | 668 نقطة     |  |
| 9            | ديمي فوليرينغ               | هولندا       | إس دي وركس ‏               | 652 نقطة     |  |
| 10           | Chantal van den Broek-Blaak | هولندا       | إس دي وركس ‏               | 604 نقطة     |  |

## تصنيف الفرق

### الفرق حسب النقاط
| ترتيب الفرق حسب النقاط | ترتيب الفرق حسب النقاط              | ترتيب الفرق حسب النقاط   | ترتيب الفرق حسب النقاط |  |
| الفريق                 | الفريق                              | البلد                    | النقاط                 |  |
| ---------------------- | ----------------------------------- | ------------------------ | ---------------------- |  |
| 1                      | إس دي وركس 2022 ‏                    | هولندا                   | 4492 نقطة              |  |
| 2                      | Trek-Segafredo ‏                     | الولايات المتحدة         | 3065 نقطة              |  |
| 3                      | FDJ-Nouvelle Aquitaine-Futuroscope ‏ | فرنسا                    | 2200 نقطة              |  |
| 4                      | موفيستار للسيدات 2022 ‏              | إسبانيا                  | 2040 نقطة              |  |
| 5                      | كانيون–إس آر إيه إم ريسينغ 2022 ‏    | ألمانيا                  | 1956 نقطة              |  |
| 6                      | Team DSM                            | هولندا                   | 1752 نقطة              |  |
| 7                      | يو أي أيه تيم 2022 ‏                 | الإمارات العربية المتحدة | 1716 نقطة              |  |
| 8                      | جامبو فيسما للسيدات 2022 ‏           | هولندا                   | 1069 نقطة              |  |
| 9                      | فالكار ترافل سيرفس 2022 ‏            | إيطاليا                  | 768 نقطة               |  |
| 10                     | Ceratizit-WNT ‏                      | المملكة المتحدة          | 456 نقطة               |  |

## تصانيف فرعية

### تصنيف أفضل شاب
| تصنيف أفضل شاب | تصنيف أفضل شاب      | تصنيف أفضل شاب  | تصنيف أفضل شاب            | تصنيف أفضل شاب |
| العداء         | العداء              | البلد           | الفريق                    | الوقت          |
| -------------- | ------------------- | --------------- | ------------------------- | -------------- |
| 1              | شيرين فان أنروي     | هولندا          | Lidl–Trek (women's team) ‏ |                |
| 2              | فايفر جورجي         | المملكة المتحدة | فريق سنويب للسيدات ‏       |                |
| 3              | Niamh Fisher-Black ‏ | نيوزيلندا       | إس دي وركس ‏               |                |
| 4              | Mischa Bredewold ‏   | هولندا          | باركهوتل فالكنبورغ ‏       |                |
| 5              | Julia Borgström ‏    | السويد          | إن إكس تي جي ريسينغ ‏      |                |
| 6              | Lonneke Uneken ‏     | هولندا          | إس دي وركس ‏               |                |
| 7              | Silke Smulders ‏     | هولندا          | ليف ريسينغ ‏               |                |
| 8              | Femke Gerritse ‏     | هولندا          | باركهوتل فالكنبورغ ‏       |                |
| 9              | Victoire Berteau ‏   | فرنسا           | Cofidis Women Team ‏       |                |
| 10             | Maike van der Duin ‏ | هولندا          | دروبز ‏                    |                |